# Cratere Zoya
Zoya  è un cratere sulla superficie di Venere.